# Tập đoàn quân 69 (Liên Xô)
Tập đoàn quân 69 (tiếng Nga: 69-я армия)  là một đơn vị quân sự chiến lược cấp Tập đoàn quân của Hồng quân Liên Xô trong Chiến tranh thế giới thứ hai.

## Lịch sử

### Chiến tranh thế giới thứ hai
Tập đoàn quân được thành lập vào tháng 2 năm 1943 dưới sự chỉ huy của Trung tướng Mikhail Kazakov, biên chế bao gồm:
- Sư đoàn súng trường 161
- Sư đoàn súng trường 180
- Sư đoàn súng trường 270
- Sư đoàn pháo chống tăng 1
- Lữ đoàn súng trường 37
- Lữ đoàn xe tăng 173 và các đơn vị khác.

Vào thời điểm được đưa vào tham chiến, Tập đoàn quân được tăng cường thêm hai sư đoàn súng trường và một trung đoàn xe tăng, với quân số khoảng 40.000 người và 50 xe tăng.Chưa hoàn thiện đội hình, Tập đoàn quân đã tham gia vào Chiến dịch Ngôi Sao và chiến dịch tái chiếm Kharkov. Đợt tấn công bắt đầu vào ngày 4 tháng 2, Tập đoàn quân đã đánh bại các đơn vị Đức ở tây nam Novy Oskol và tái chiếm Volchansk cùng với Tập đoàn quân 38 vào ngày 9 tháng 2. Phát triển mũi tiến công, Tập đoàn quân vượt qua Donets, cùng Tập đoàn xe tăng 3 và Tập đoàn quân 40 chiếm lại Kharkov vào ngày 16 tháng 2. Khi Chiến dịch Donets bắt đầu vào đầu tháng 3, Tập đoàn quân 69 đã tiến đến khu vực phía đông nam Oposhnya và phía tây nam của Valka và Sharovka.
Trong Chiến dịch Donets, Tập đoàn quân buộc phải rút lui về phía tả ngạn của Donets, trên giới tuyến giữa Shishino và Bezlyudovka, nơi đợt tiến công của quân Đức đã bị chặn lại. Do bị tổn thất nặng nề, Tập đoàn quân 69 được rút về lực lượng dự bị vào ngày 20 tháng 3.

### Sau chiến tranh
Khi chiến tranh kết thúc, Tập đoàn quân trở thành một phần của Lực lượng Liên Xô tại Đức. Tổng hành dinh của đơn vị đã được chuyển đến Baku, nơi được sử dụng để thành lập tổng hành dinh của Quân khu Baku vào tháng Tám.

## Danh sách tư lệnh
- Mikhail Kazakov (02.02.1943 - 22.03.1943)
- Vasily Kryuchenkin (22.03.1943 - 03.04.1944)
- Vladimir Kolpakchi (03.04.1944 - hết chiến tranh)